# Philbertia linearis
Philbertia linearis är en snäckart som först beskrevs av Montagu 1803.  Philbertia linearis ingår i släktet Philbertia, och familjen Turridae. Arten är reproducerande i Sverige.